# Reiki

Cho-Ku-Rei – symbol značící Reiki

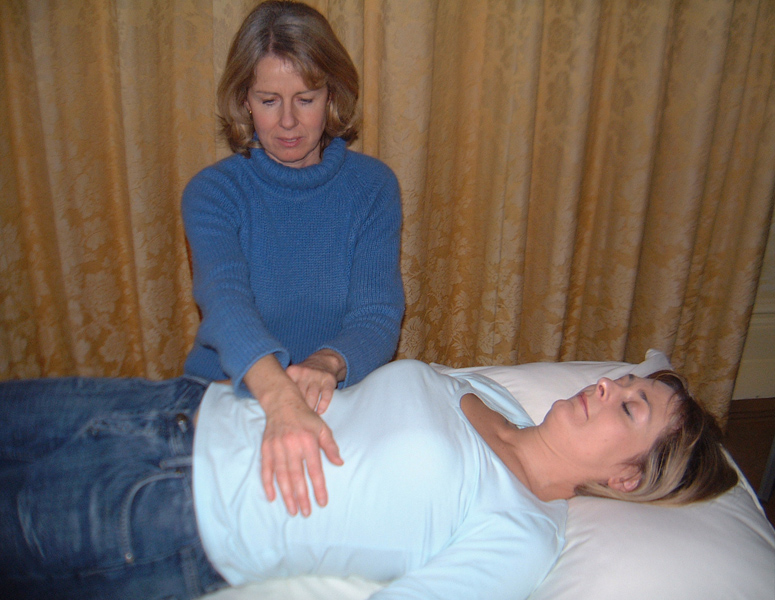
Terapie Reiki

Reiki (japonsky 霊気) je forma alternativní medicíny, vyvinutá zřejmě v roce 1922 japonským buddhistou Dr. Mikao Usuim. Slovo reiki vzniklo složením dvou japonských znaků. Znakem rei, překládá se jako "univerzální, všepronikající" a Ki, znamená "životní energie". Metoda předpokládá existenci vitální energie reiki v těle zejména člověka, existenci příslušných energetických center čaker a drah (meridiánů), kterými může tato energie proudit. Pokud jsou čakry vyrovnané a v meridiánech proudí energie bez překážek, člověk je zdravý a vitální. Reiki předpokládá také existenci aury jako duchovního pole lidského těla, které s tímto energetickým prouděním souvisí.[zdroj⁠?!] Obecně uznávané a spolehlivě dokumentované doklady pro existenci takovýchto jevů však chybí. Může být přirovnaný k efektu placebo.

## Vznik

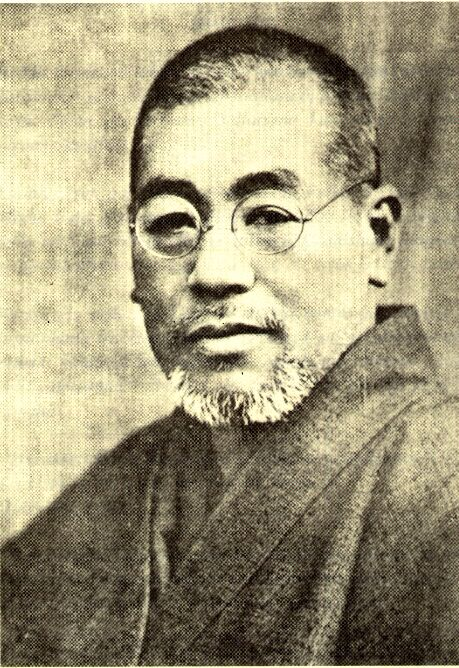
Mikao Usui, 臼井甕男 (1865–1926)

Metoda vychází z východních filozofií. Podle The Skeptic's Dictionary Usui po několika dnech půstu začal zakladatel Mikao Usui  halucinovat a během toho se mu zjevil „klíč k léčení“. Skutečný počátek Reiki vysledovat patrně nelze, a to z toho důvodu, že jsou zde podobnosti s ještě staršími metodami. Příznivci této metody někdy zastávají postoj, že Mikao Usui pouze znovuobjevil již dávno existující techniku, proto hovoří o metodě staré tisíce let. Doložit však lze pouze to, že reiki se jako samostatná metoda alternativní medicíny objevila s Mikao Usuim na počátku 20. století a na starší léčebné metody pouze nepřímo volně navazuje.
Roku 1992 na 2. světovém kongresu alternativní medicíny v Karlových Varech metodu poprvé v ČR představila reiki mistryně E. Müllerová a nabídla vyučení dalších Mistrů.

## Princip účinku
Reiki v překladu znamená „božská energie“. Veškeré nemoci jsou údajně důsledkem narušení nebo zablokování proudění této energie. Tyto poruchy reiki odstraňuje dodáním nové energie. Mistr tuto energii dokáže přijímat z vesmíru a následně pak ji předat pacientovi. Larry Arnold and Sandra Nevins, autoři knihy The Reiki Handbook (1992) tvrdí, že reiki lze použít k léčení poškození mozku, diabetu, rakoviny i pohlavních chorob, a že slouží jako panacea. Pokud však léčba není úspěšná, je to proto, že ji pacient nějakým způsobem odmítá.

## Stupně zasvěcení

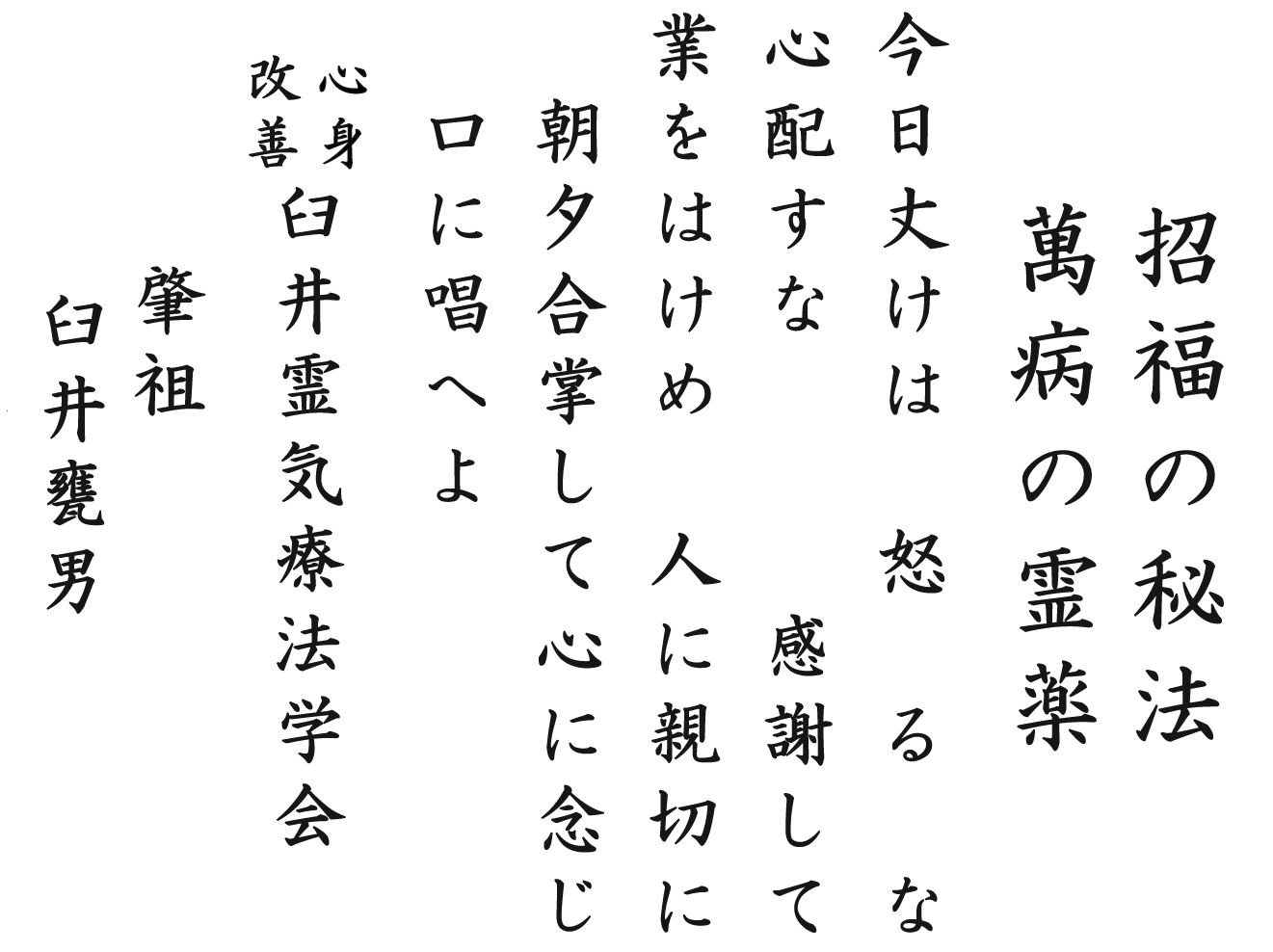
Principy Reiki zapsané v japonštině

Působit Reiki může člověk, který prošel zasvěcením (= iniciací) svého energetického systému (aura, čakry, meridiány) k přijímání a dalšímu předávání duchovní energie. Zasvěcení posílí energetickou vibraci aury, energetických center (čaker) a vede ke zvětšení objemu energie daného studenta Reiki. Zasvěcování je čtyřstupňové. Dříve se vyučovala Reiki ve třech stupních, postupně se však třetí stupeň rozdělil na dva: III.A: mistr Reiki léčitel a III.B neboli IV.: mistr Reiki učitel.[zdroj⁠?!]

### 1. stupeň
Zasvěcený byl naladěn na zdroj léčivé energie reiki a dokáže tuto energii přijímat a předávat přikládáním rukou (není důležité kam se ruce přiloží, energie si najde sama místo, kde je potřeba léčit či posílit organismus příjemce). První stupeň Reiki je určen hlavně pro samoléčení, ale i pro léčení druhých doteky rukou. Zasvěcení do prvního stupně lze podstoupit během jednoho dne. Ale většina mistrů Reiki zasvěcení během jednoho dne nedoporučuje – bývá psychicky náročné, tudíž se zasvěcení většinou dělí na dva dny. Samotné zasvěcení se skládá ze čtyř postupů.[zdroj⁠?!]

### 2. stupeň
Zasvěcený zná část symbolů, jejichž používání modifikuje a umocňuje účinky Reiki. Zasvěcený 2. stupně dokáže nyní působit nejen bezprostředním dotykem dlaní, ale i na dálku.

### 3. stupeň – mistr reiki léčitel (III. A)
Adept Reiki má nyní daleko větší možnosti léčit.

### 4. stupeň – mistr reiki učitel (III. B)

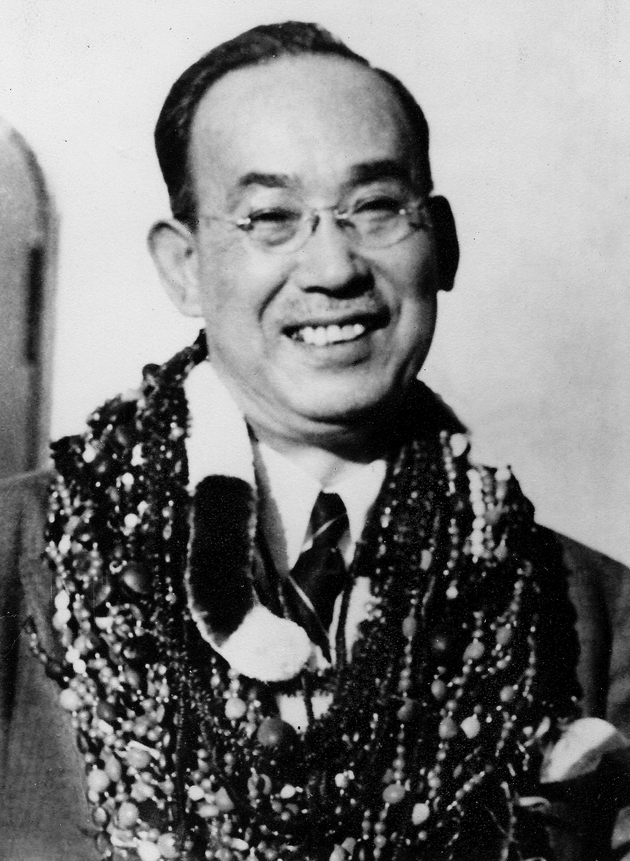
Čúdžiró Hajaši, 林 忠次郎 (1880–1940)

Je schopen a oprávněn zasvěcovat a vyučovat reiki všech stupňů včetně samotného mistrovského.
Takto dělí dnes reiki naprostá většina škol a to kvůli tomu, že mnoho studentů reiki se chtělo posunout dále, ale ještě nebyli připraveni, nebo ani nechtěli, zasvěcovat a vyučovat další studenty reiki. Přelom nastal, když reiki přecházela z fáze, kdy zasvěcoval pouze jeden mistr (jako za dob Mikao Usuiho, Čúdžiró Hajašiho a Hawajo Takaty) do fáze, kdy začali zasvěcovat i jiní mistři. Toto výrazně napomohlo k rozšíření a proslavení reiki (stav na přelomu milénia a v následujících letech).

## Jiné druhy reiki

Reiki zapsané v japonském kandži

Mnoho učitelů dnes nabízí také další stupně a směry léčitelství. Reiki existuje v mnoha formách a směrech a prochází menším či větším vývojem. Mistři reiki však mají přehled o vhodných formách a řada z nich zahrnuje metodu i do širšího kontextu pomoci či léčení (i s využitím dalšího vzdělání, například psychoterapeutického výcviku).
Kromě velmistrovských stupňů reiki (5. – 14. stupeň) vznikly například také tyto další směry a systémy léčení: rainbow reiki, seichim reiki, karuna reiki, kundalini reiki a další.
Je potřeba připomenout, že původní reiki bylo jednotné a hlavním smyslem bylo rozvíjení duchovních principů jako jsou: svobodná vůle jedince, rozvoj osobnosti, hlubší porozumění smyslu života a především pomáhání potřebným. Postupné uvědomování si vlastní zodpovědnosti za svůj život by mělo vést praktikanta k hluboké jednotě s přírodou i lidmi.[zdroj⁠?!]

## Školy a asociace reiki

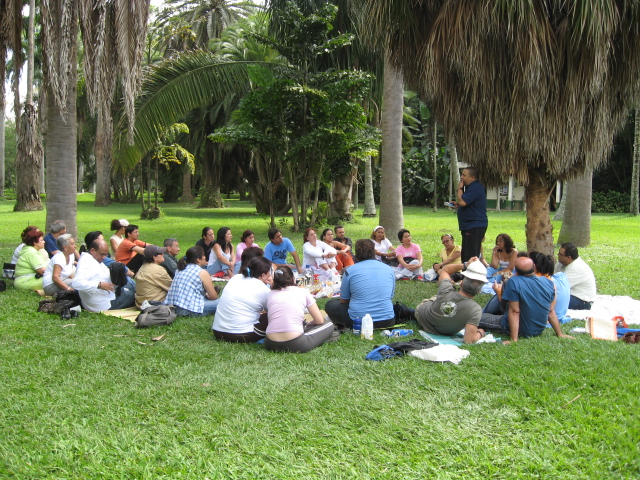
Přednáška o Reiki

Neexistuje jediná centrální asociace učitelů reiki, ale je jich několik. S rozšířením reiki do dnešní podoby souvisí také fakt, že dnes existuje spousta mistrů, kteří reiki učí.

## Reiki z hlediska poznatků vědy
Teorie reiki, čaker ani aury a jejich vibrací není kompatibilní s poznatky biologických a fyzikálních věd. Chybí obecně uznávané a spolehlivě dokumentované doklady pro existenci takovýchto jevů.
Podle systematického přehledu M. S. Lee, M. H. Pittlera a E. Ernsta, publikovaného v roce 2008 v časopise The International Journal of Clinical Practice, jsou v dosud publikovaných klinických studiích zabývajících se reiki významná metodologická pochybení. Ta vedou k nadhodnocování účinnosti takové léčby. Argumenty, že by byla účinnost reiki, a to i jako pomocné terapie, ve srovnání s placebo efektem jakkoliv významná, pokládají tito autoři na základě analýzy dosud publikovaných výsledků za nedostatečné. I když je metoda reiki pokládána za neškodnou a sama nedoporučuje zanedbávání klasické léčby, její nebezpečí spočívá podle autorů systematického přehledu v přeceňování reiki samotnými pacienty s nenapravitelnými důsledky.
Případný pozitivní účinek reiki je důsledkem sugesce, autosugesce, relaxace nebo placebo efektu.